# Поттенштайн (замок)
Поттенштайн (нем. Burg Pottenstein) — это старинный немецкий замок в городке Поттенштайн во Франконской Швейцарии (в Баварии). Находиться в собственности членов семьи Винцингероде.

## Географическое расположение
Замок находится на высокой скале на высоте около 410 метров в природном парке Франконская Швейцария-Фельденштайнер-Форст в долине реки Пюттлах (к юго-востоку от города Поттенштайн, примерно в 22 километрах к юго-западу от Байройта).
Рядом находятся другие замки: к западу Гёсвайнштайн, Кольштайн и в Тюхерсфельде, к востоку руины замков Холленберг, Вартберг и Бёхаймштайн.

## История

### Основание
Земли, где находится город Поттенштайн, около 1050 года были в собственности маркграфа Оттона фон Швайнфурта, и после его смерти в 1057 году перешли к его третьей дочери по имени Юдифь. В первом браке она была супругой баварского герцога Конрада I. А после его смерти в 1055 году Юдифь вышла замуж около 1057 года за Бото, младшего брата пфальцграфа Арибо II из знатного рода Арибонидов. Бото стал называть себя в 1070-е годы де Потенштайн, то есть графом фон Поттенштайн.
Основание непосредственно замка Поттенштейна, который изначально носил имя (нем. — Stein des Boto) произошло между 1057 и 1070 годами. Крепость, вероятно, первоначально использовалась для обеспечения безопасности между Обермейном и Пегницем на юго-востоке.
Ряд исследователей считает, что замок основал король Конрад I уже в 918 году. Но четких документальных подтверждений на этот счёт не имеется.

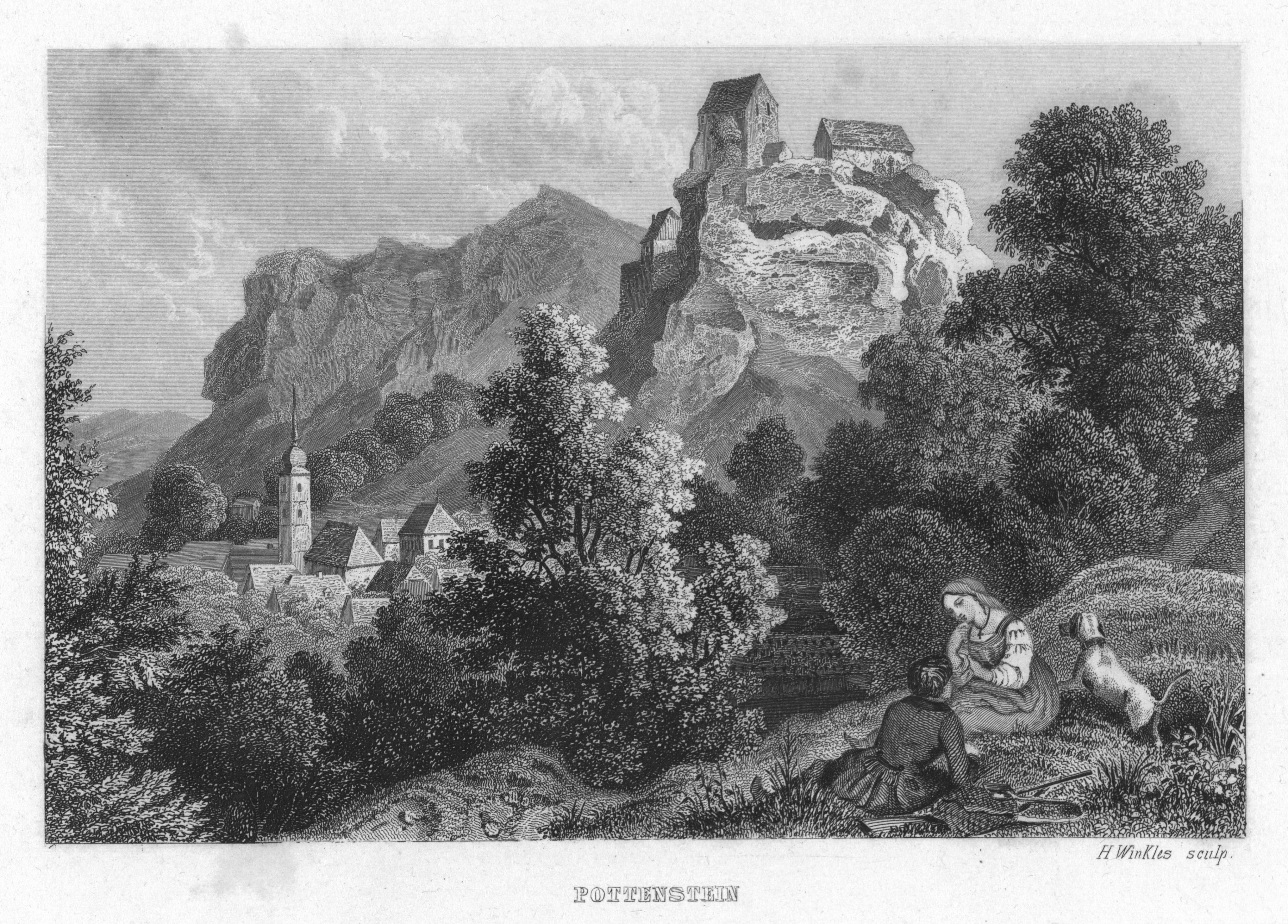
Руины замка Поттенштайн на гравюре 1840 года

### Во владении Бамбергских епископов
Бото умер в 1104 году, не оставив наследников (Юдифь умерла гораздо раньше, в 1066 году).
Вскоре замок замок становиться резиденцией епископов епархии Бамберга. Здесь с 1118 по 1121 годов жил епископ Оттон I.
В последующие века бамбергские епископы стали называть себя фон Поттенштайн. Первым это сделал Везело фон Поттенштайн около 1121 года. За ним последовали в 1169 году был Рапото фон Поттенштайн, а с 1185 по 1221 год — Эрхенберт фон Поттенштейн. Его брат Генрих также называл себя фон Поттенштайн. За ним последовали другие члены семьи.
Замок Поттенштейн в качестве резиденции временно служил Святой Елизавете, ландграфине Тюрингии (с 1227 по 1228 годы).
Между 1323 и 1348 годами в замке располагался ряд ведомств Бамбергского епископства.
С начала XIV века замком управлял войт (староста), он проживал с специальном доме в городе. Причина была проста: ежедневное восхождение к замку было утомительным делом. Большинство войтов были не знатного происхождения.
В 1750 году замок оказался практически заброшен и стал использоваться как склад.

### Замок во время войн

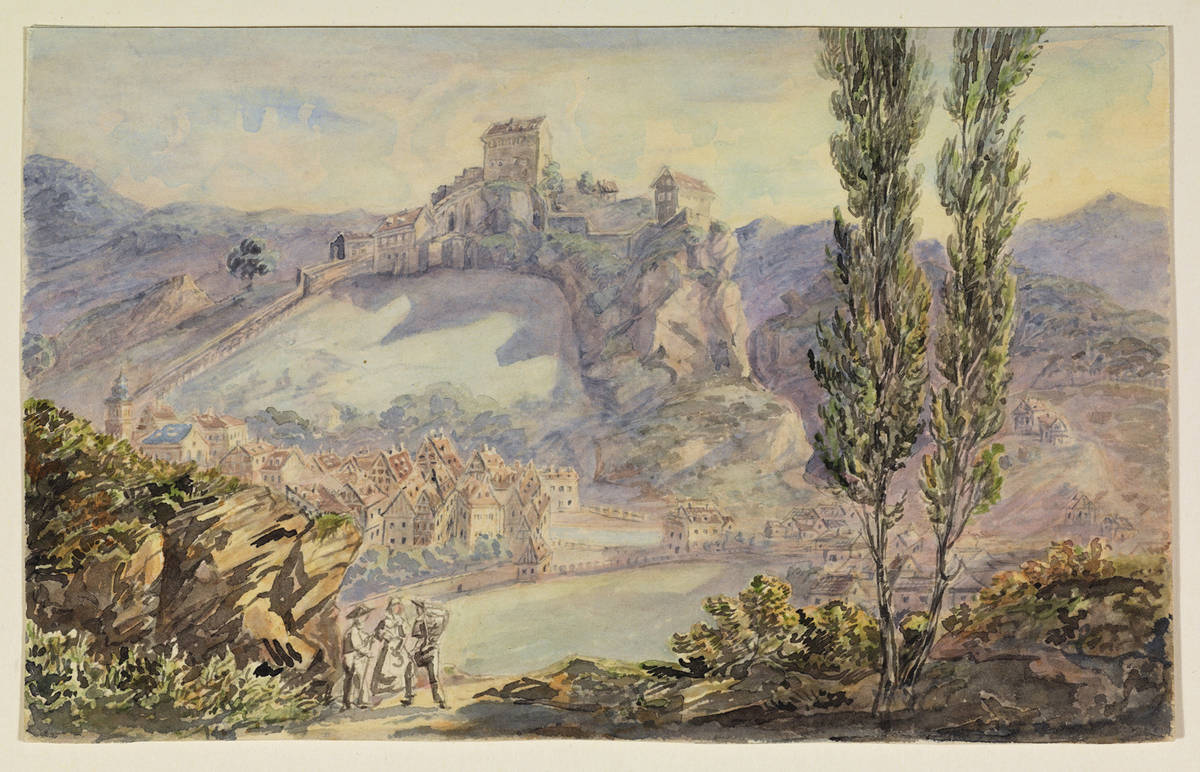
Рисунок 1850 года с изображением замка

Во время Крестьянской войны замок был захвачен и разграблен крестьянами в 1525 году. Но они не стали сжигать его. Во-первых, из-за страха, что при падении со скалы пылающие деревянные фрагменты крепости смогут повредить дома в нижнем городе. А во-вторых, фермеры могли остаться без защиты при приближении войск маркграфа Нюрнберга.
Тяжкие испытания выпали на окрестные земли во время Второй маркграфской войны. Пытаясь привести к покорности соседей маркграф Альбрехт II Алкивиад Бранденбург-Кульмбахский сжёг и разрушил и разграбил много поселений во Франконии. Замок Поттенштайн был захвачен в 1553 году. Помимо прочего, в верхнем замке была разрушена часовня.
Во время Тридцатилетней войны в 1634 году к замку подступил отряд шведского полковника Кратца. Шведы пытались выдать себя за солдат императора. Но в последний момент защитники замка спохватились и успели поднять разводной мост. В их руках оказался шведский трубач, который и обманул командира гарнизона. За это трубач был насильно обращён в католическую веру и казнён.
Во время Войны за испанское наследство в замке в 1703/1704 годах был размещён гарнизон. Правда, крепость к тому времени сильно обветшала. И после 1712 годах утратила своё военное значение.

## В частной собственности
После секуляризации 1803 года замок перешёл из собственности епархии во владение баварского короля. Руины долго не представляли интереса для потенциальных покупателей.
Наконец в 1878 году замок перешёл в собственность богатого нюрнбергского фармацевта Генриха Клеманна, который начал проводить восстановительные работы. После его смерти в 1890 году замок оказался вновь заброшен.
В 1918 году замок Поттенштайн был приобретён семьёй фон Винтцингероде, которая уже владела замком Боденштайн в Тюрингии.
С тех пор многие сооружения были восстановлены и отреставрированы. Замок до сих пор принадлежит представителям семьи фон Винцингероде.

## Музей
В настоящее время замок является частным владением. В нём располагается музей с коллекциями оружия, старинных книг и других артефактов.
В память о пребывании здесь святой Елизаветы в 1227—1228 годах одна из комнат в западной части замка (в бывшей жилой башне) оформлена как помещение XIII века.
Доступны верхнее главное здание (Рыцарский зал, Красный салон, Элизабетциммер) и остатки бывшей крепости. С высоты замка открывается живописный вид на город и окрестности.

## Галерея

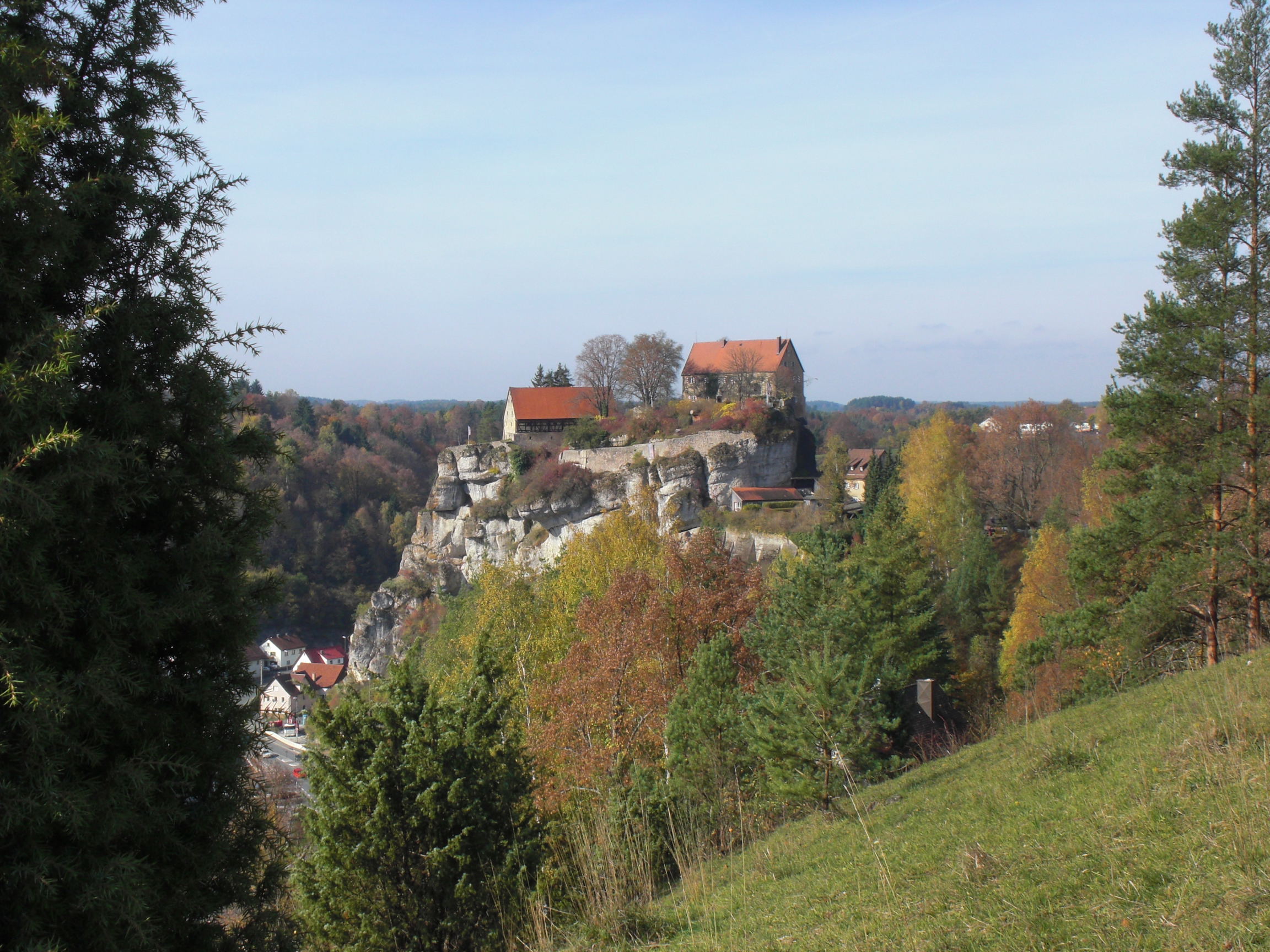
Вид замка с юго-востока
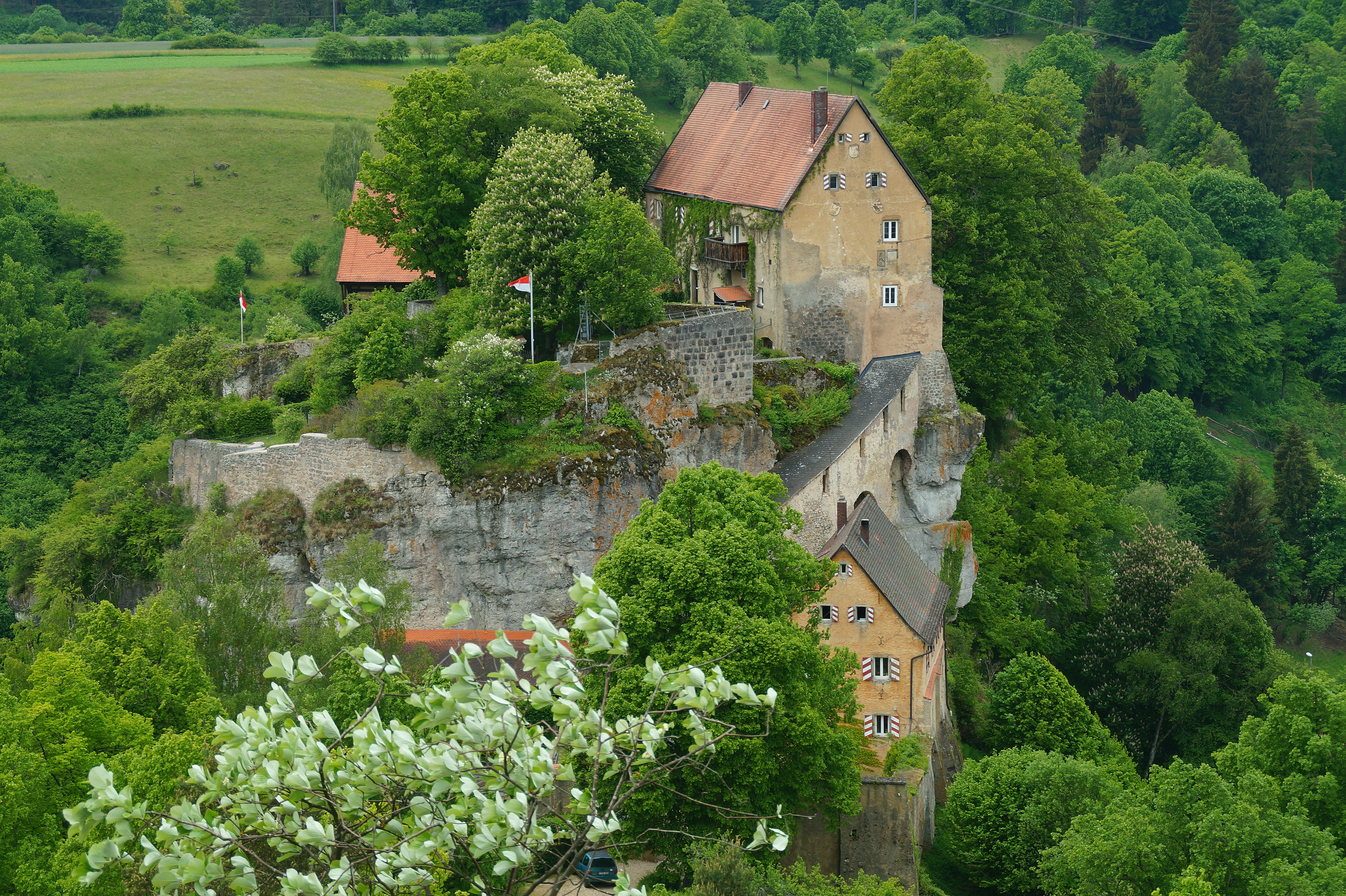
Замок Поттеншатйг с восточной стороны
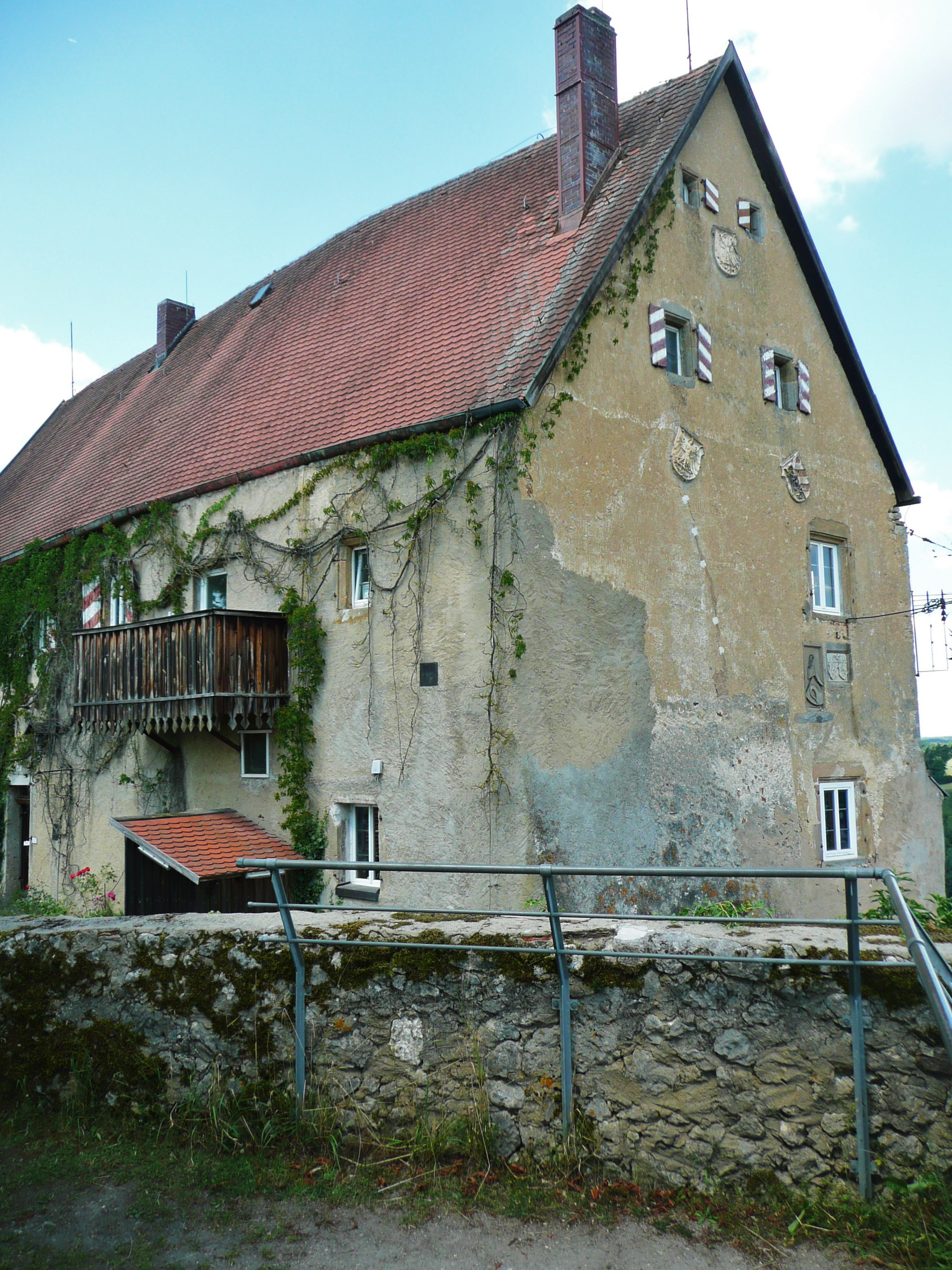
Одно из зданий замка
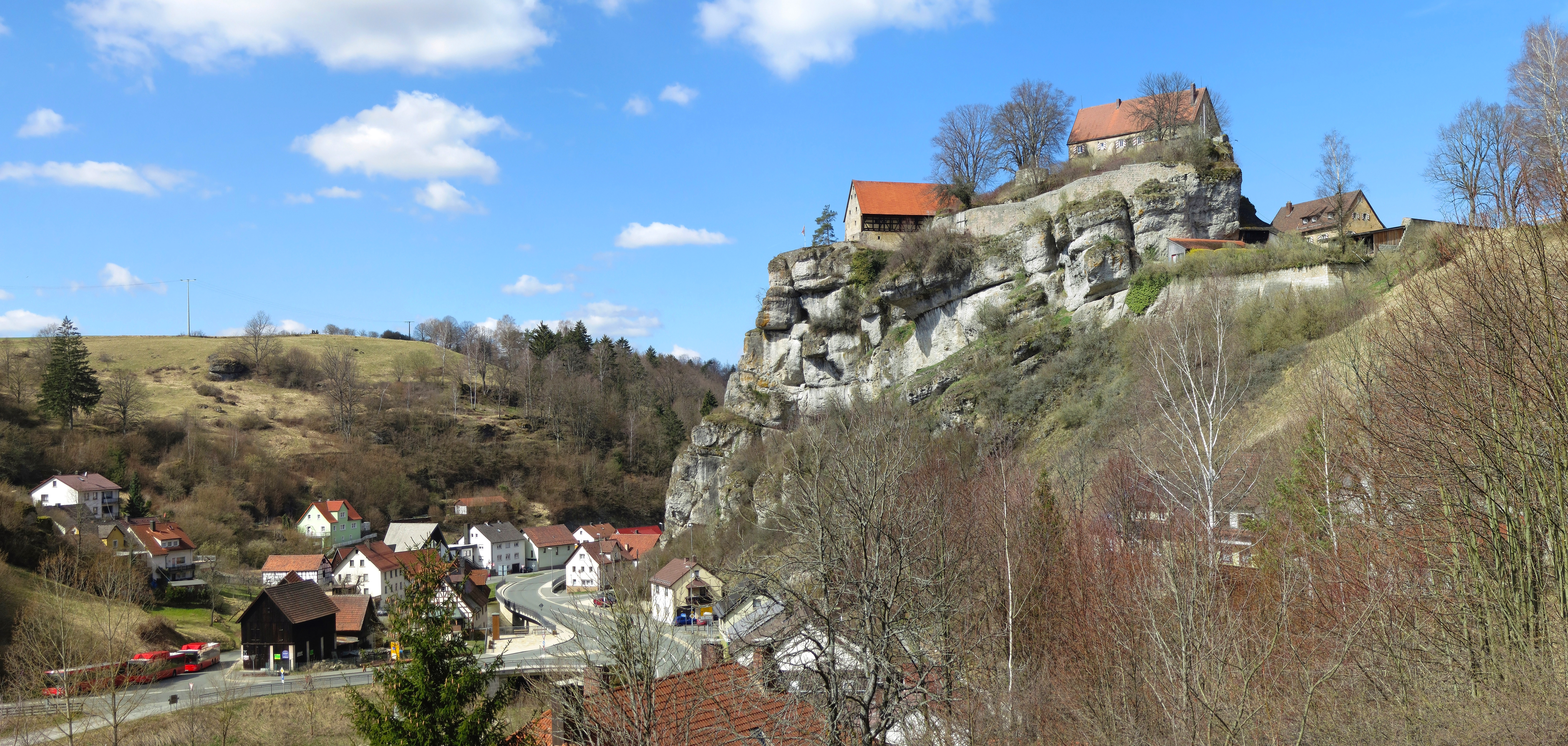
Вид замка и расположенного под скалой поселения